# The Voice (Magyarország)
A The Voice (IPA: [ðə ˈvɔɪs], magyarul: A Hang) egy licencszerződésen alapuló zenei tehetségkutató műsor. A műsor magyar verziója követi az eredeti holland The Voice of Holland című show-műsorban alkalmazott szabályrendszert.
Az első évada a TV2 csatornáján volt látható 2012. október 12-től, ez volt a TV2 első HD felbontású műsora. A Megasztár 6 fináléjában jelentették be, hogy 2012-ben elindul a The Voice  – Magyarország hangja Magyarországon.
2023. február 2-án derült ki, hogy a The Voice hamarosan visszatér Magyarországra, az RTL képernyőjén, egy időre az X-Faktort váltva. Február 3-án a Fókusz című műsorban jelentette be az RTL programigazgatója, Kolosi Péter, hogy hamarosan képernyőre kerül a műsor második évada, ezzel együtt a jelentkezők toborzása is elkezdődött. Augusztus 15-én a csatorna bejelentette, hogy a második évad 2023. szeptember 2-án indul el.

## A műsor menete

### Meghallgatások
Az előválogatók során a jelentkezők közül a műsor készítői kiválasztják a legjobb 150 énekest, akik bekerülhetnek a meghallgatásokra.
A válogatók különlegessége, hogy az énekesnek háttal foglalnak helyet a mesterek, és csak akkor fordulnak meg, ha az aktuális énekes hangja megtetszik nekik. Egy coach megfordulása is elegendő, hogy valaki továbbjusson a válogatóról. A coachok ülőhelye alatt ledfal található, ahol a külföldi verzióban az „I want you”, magyar verzióban a „Kellesz”, a 2. évadtól pedig a magyar verzióban is az „I want you”  felirat olvasható.
Ha a versenyző éneklése közben csak egy coach fordul meg, akkor automatikusan a megfordult coach csapatába kerül, ha többen, esetleg mind a négy ítész megfordul, akkor a versenyző maga választja ki, hogy mely coach csapatába szeretne kerülni.
A második évadban minden coach előtt a nagy piros gomb alatt volt három blokkológomb, vagyis minden coach egy alkalommal megakadályozhatta, hogy az egyik társa csapatába kerüljön a versenyző. A blokkológombot csak akkor nyomhatta meg egy coach, amikor még háttal ült.

### Párbajkörök
A párbajkörökhöz érve már mindegyik coachnak megvan a maga csapata. A coach maga osztja párba versenyzőit és saját maga dönt arról, mi legyen a párbajdal. A párbaj után a zsűritag maga dönti el, hogy kit juttat tovább az élő show-ba az adott párbajról.

### Élő műsorok
Az élő műsorok alatt az énekesek úgy mérettetnek meg egymással, hogy egy adásban csak két coach csapata vesz részt. A két coach beosztása, azaz, hogy mely coach csapata kinek a csapatával fog egy adásban szerepelni állandó párosítás lesz. Minden élő műsor végén négy ember sorsáról fognak dönteni, mind két adásban szereplő coach egy embere megmenekül, míg a másik kiesik. Ezt addig folytatják, míg mind a négy coachnak két darab versenyzője marad csak, ők vesznek részt a 8-as döntőben, az elődöntőben, ahol mindegyik coach egy versenyzője (aki kevesebb összesített szavazattal (nézői + zsűri) rendelkezik) kiesik. A fennmaradt egy-egy énekes vesz részt a négyes döntőben, a fináléban (ahol mind a négy coach egy-egy, a legjobb emberével vesz részt).
A második évadban három módon lehet szavazni: az RTL.hu applikáción, a szavazas.rtl.hu oldalon és SMS-ben.

## Áttekintés
Caramel csapata

     Malek Andrea csapata

     Somló Tamás csapata

     Mező Mihály csapata

     Miklósa Erika csapata

     Manuel csapata

     Trokán Nóra csapata

     Curtis csapata
| Évad         | Kezdet              | Finálé             | Győztes       | 2. helyezett | 3. helyezett  | 4. helyezett   | Győztes mestere/coacha | Műsorvezető        | Mesterek/Coachok                             | Eredeti adó |
| ------------ | ------------------- | ------------------ | ------------- | ------------ | ------------- | -------------- | ---------------------- | ------------------ | -------------------------------------------- | ----------- |
| Első évad    | 2012. október 12.   | 2013. január 25.   | Pál Dénes     | Gájer Bálint | Nádor Dávid   | Weisz Viktor   | Mező Mihály            | Szabó Kimmel Tamás | Caramel Malek Andrea Somló Tamás Mező Mihály |             |
| Második évad | 2023. szeptember 2. | 2023. november 18. | Szakács Erika | Kovács Aliz  | Kovács Harmat | Fóris Szonja   | Miklósa Erika          | Istenes Bence      | Miklósa Erika Manuel Trokán Nóra Curtis      |             |
| Második évad | 2023. szeptember 2. | 2023. november 18. | Szakács Erika | Kovács Aliz  | Kovács Harmat | Galambos Péter | Miklósa Erika          | Istenes Bence      | Miklósa Erika Manuel Trokán Nóra Curtis      |             |

Az első évad műsorvezetője Szabó Kimmel Tamás volt. A tehetségkutató a Super TV2-n futó háttérműsorát (The Voice Backstage) Bányai Miklós vezette, valamint az énekesekkel és mesterekkel is ő készítte a riportokat.
A zsűrit az első évadban Malek Andrea, Somló Tamás, Mező Misi és Molnár Ferenc „Caramel” alkotta.
Az első széria befejezése után sokáig úgy tűnt, hogy lesz második évad is, mivel már az előválogatók is megkezdődtek. A második szériában az Origo internetes újság szerint Somló Tamás és Malek Andrea már biztosan nem kapott volna helyet a mesterek között. Végül a TV2 mégsem indította el a produkció második évadját, helyette inkább a Rising Star című énekes tehetségkutatót tűzték képernyőre.
Több mint 10 év kihagyás után, 2023. szeptember 2-án már az RTL-en tért vissza a műsor.

### A mesterek/coachok és élő műsoros versenyzőik
Győztes mester/coach (A győztesek neve félkövér, a többi versenyző neve kis betűvel szedett)
| Évad         | Caramel                                                                              | Malek Andrea                                                                            | Somló Tamás                                                                                    | Mező Mihály                                                                 |
| ------------ | ------------------------------------------------------------------------------------ | --------------------------------------------------------------------------------------- | ---------------------------------------------------------------------------------------------- | --------------------------------------------------------------------------- |
| Első évad    | Gájer Bálint Berkes Olivér Henderson Dávid Nguyen Anh Quan Karai Anna Mohamed Fatima | Nádor Dávid Schwartz Dávid Schrott Péter Torzsa Gabriella Bakonyi Zsolt Schweitzer Dóra | Weisz Viktor Husnulinna Regina Szécsi Saci Czerovszky Henriett Kriszta Réka Piroska Dózsa Erik | Pál Dénes Veres Mónika Szécsi Böbe Bűdi Szilárd Pákai Petra Gyöngyösi Tamás |
| Évad         | Miklósa Erika                                                                        | Manuel                                                                                  | Trokán Nóra                                                                                    | Curtis                                                                      |
| Második évad | Szakács Erika Kovács Aliz Homoki Gábor                                               | Kovács Harmat Berki Artúr Haga Jázmin                                                   | Fóris Szonja Galambos Péter Kalocsa Lilla Anna                                                 | Virág Timóteus Cinzia Conso Bakti Ádám                                      |

### Zsűritagok és műsorvezetők
Zsűritag

     Műsorvezető

     Online műsorvezető
| Zsűri              | 1. | 2. |
| ------------------ | -- | -- |
| Curtis             |    |    |
| Manuel             |    |    |
| Miklósa Erika      |    |    |
| Trokán Nóra        |    |    |
| Caramel            |    |    |
| Malek Andrea       |    |    |
| Somló Tamás        |    |    |
| Mező Mihály        |    |    |
| Műsorvezető        | 1. | 2. |
| Istenes Bence      |    |    |
| Szabó Kimmel Tamás |    |    |
| Online műsorvezető | 1. | 2. |
| B. Nagy Réka       |    |    |
| Mehringer Marci    |    |    |
| Schumacher Vanda   |    |    |
| Mihályfi Luca      |    |    |
| Bányai Miklós      |    |    |

###### A zsűri galériája

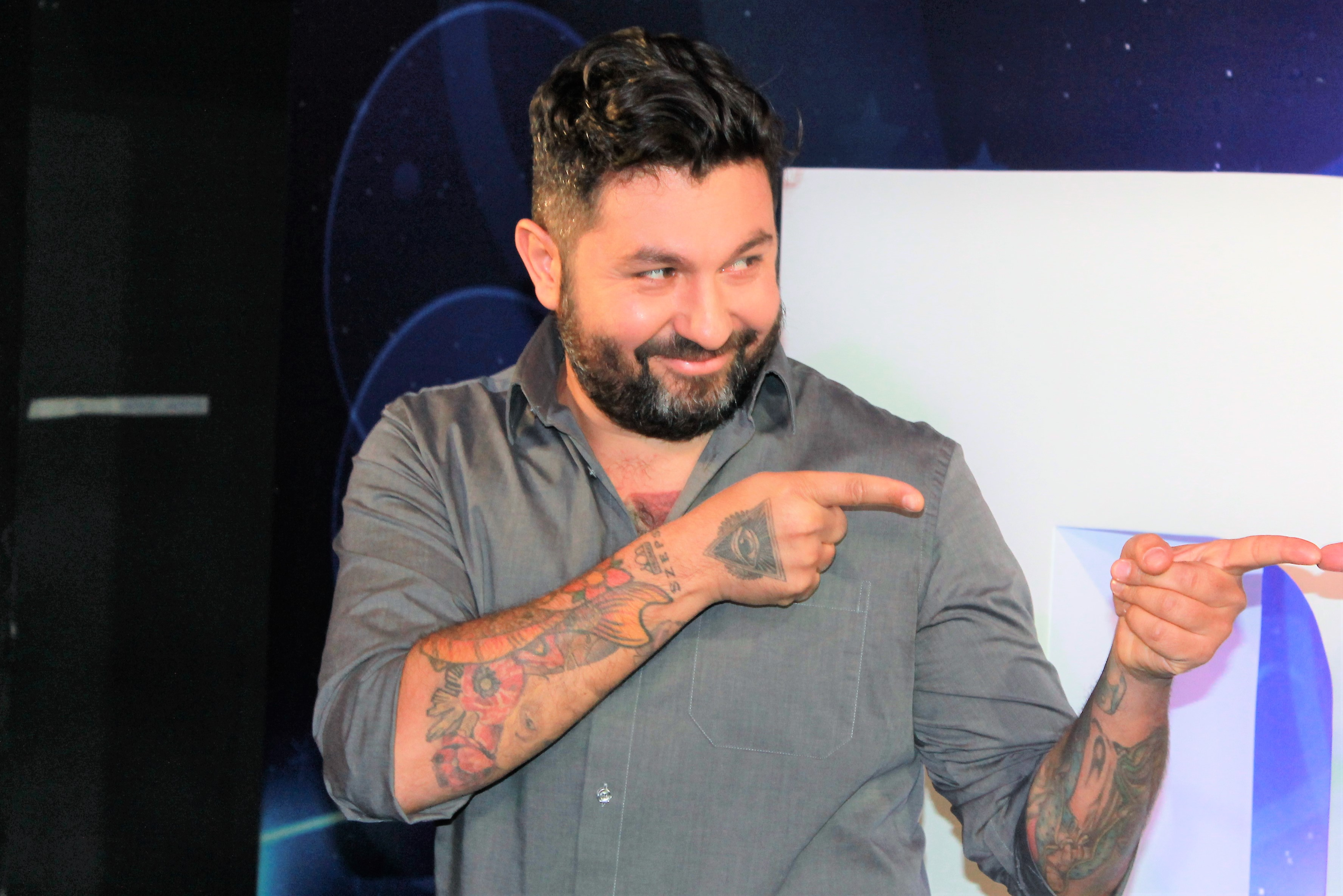
Mező Mihály
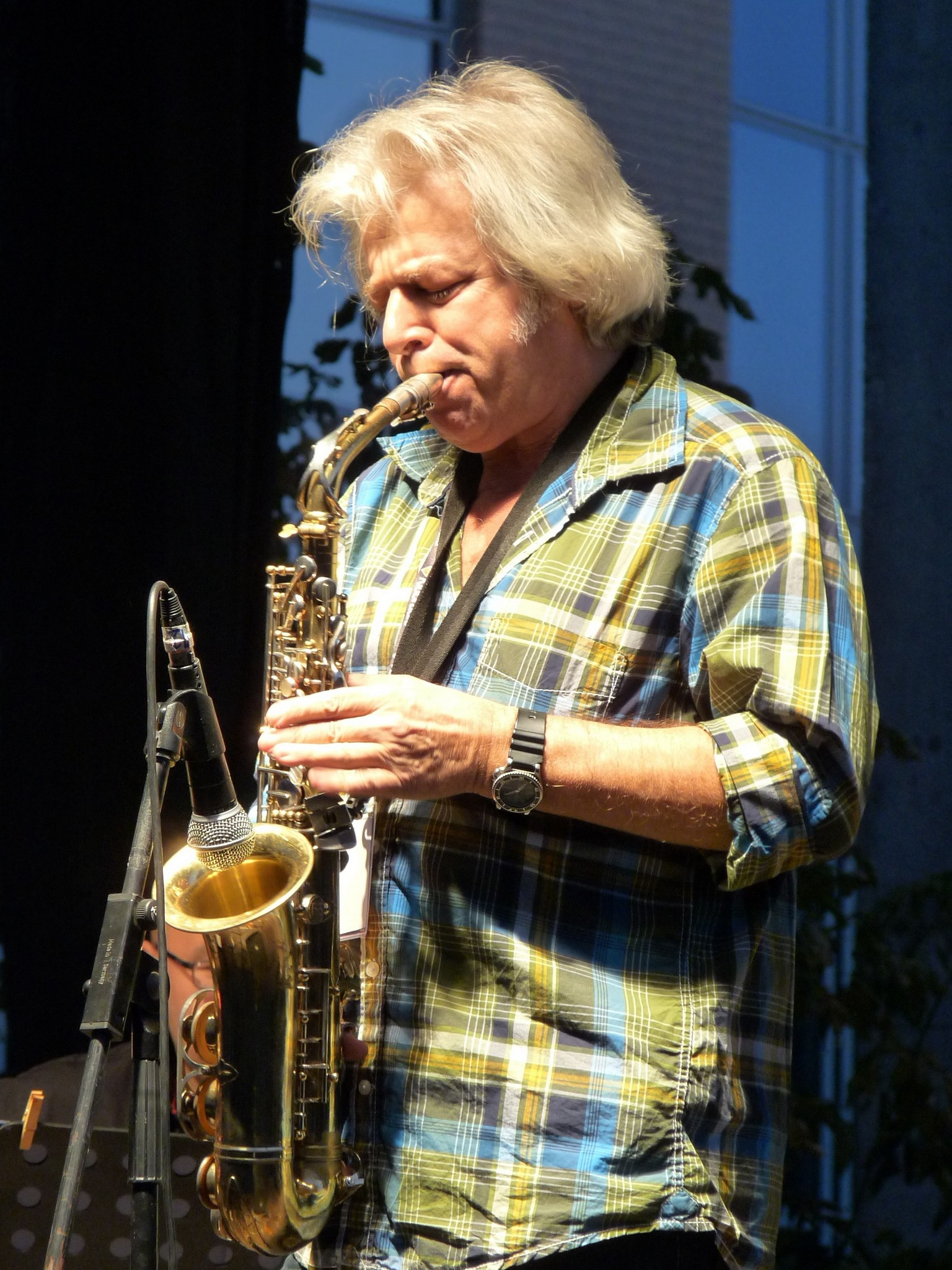
Somló Tamás
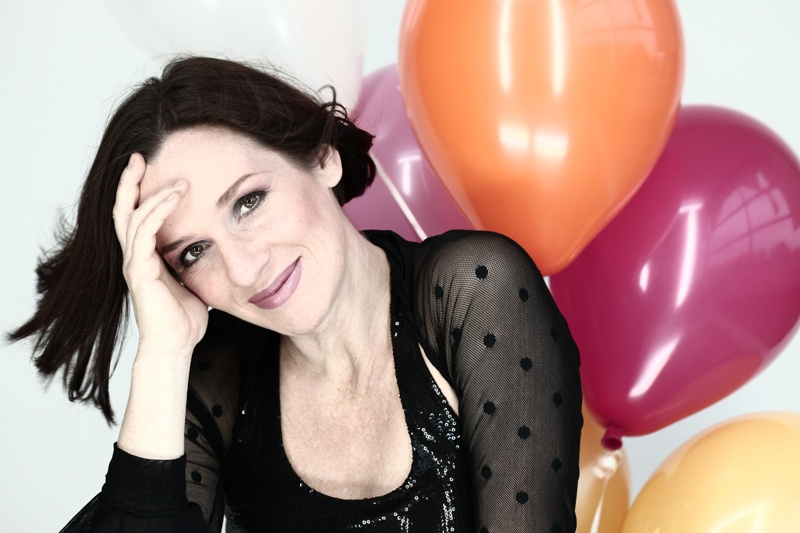
Malek Andrea
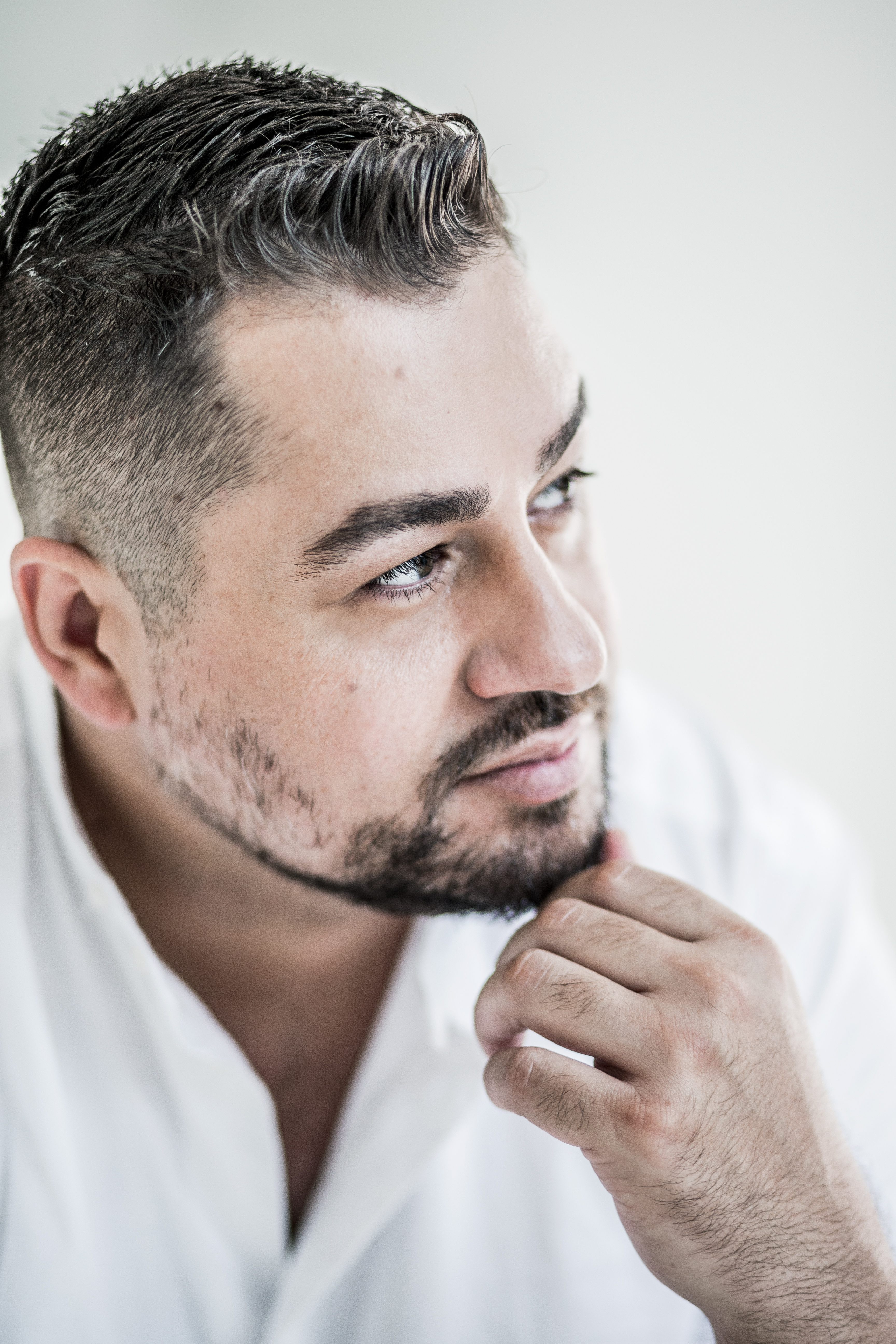
Caramel
Trokán Nóra
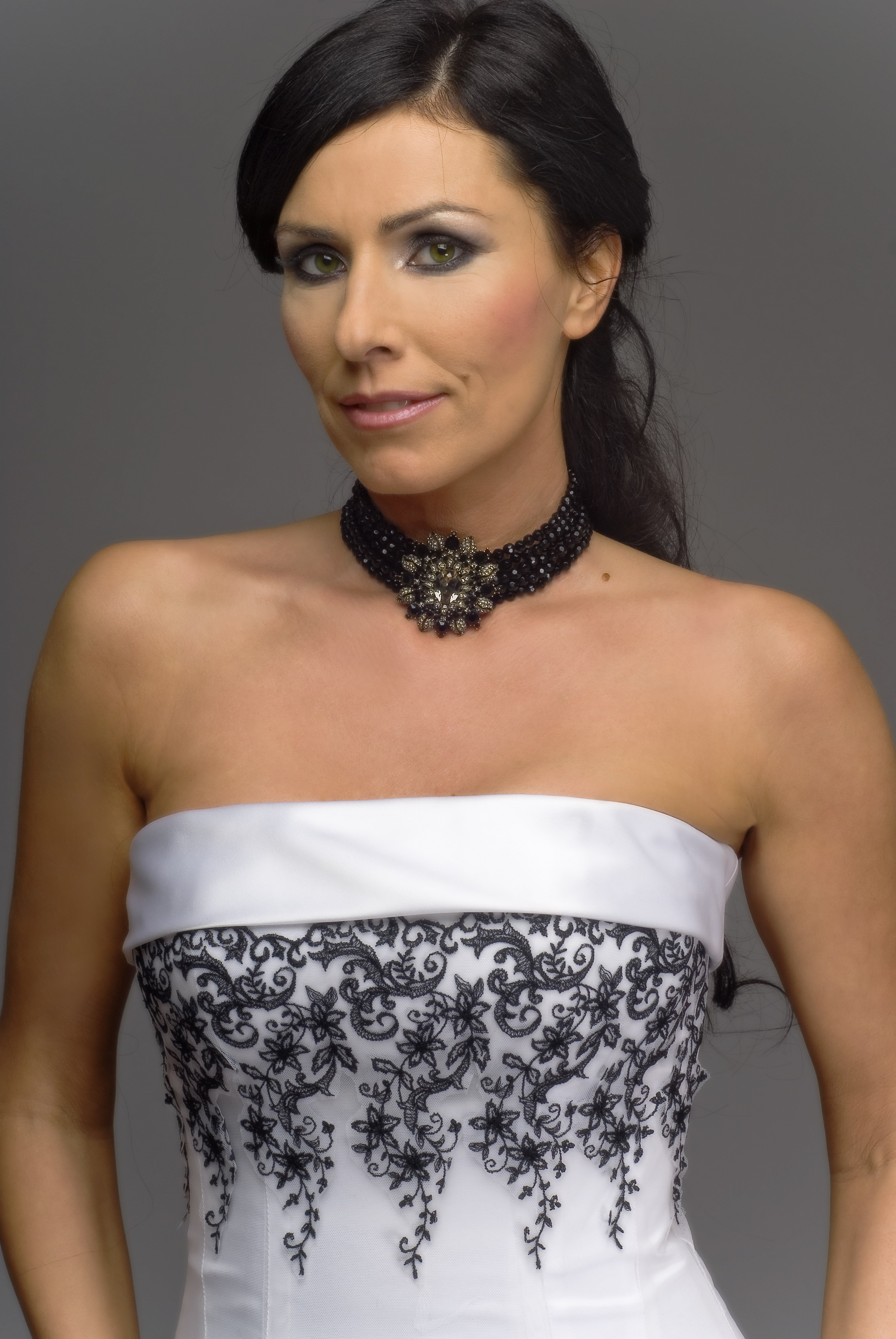
Miklósa Erika
Manuel
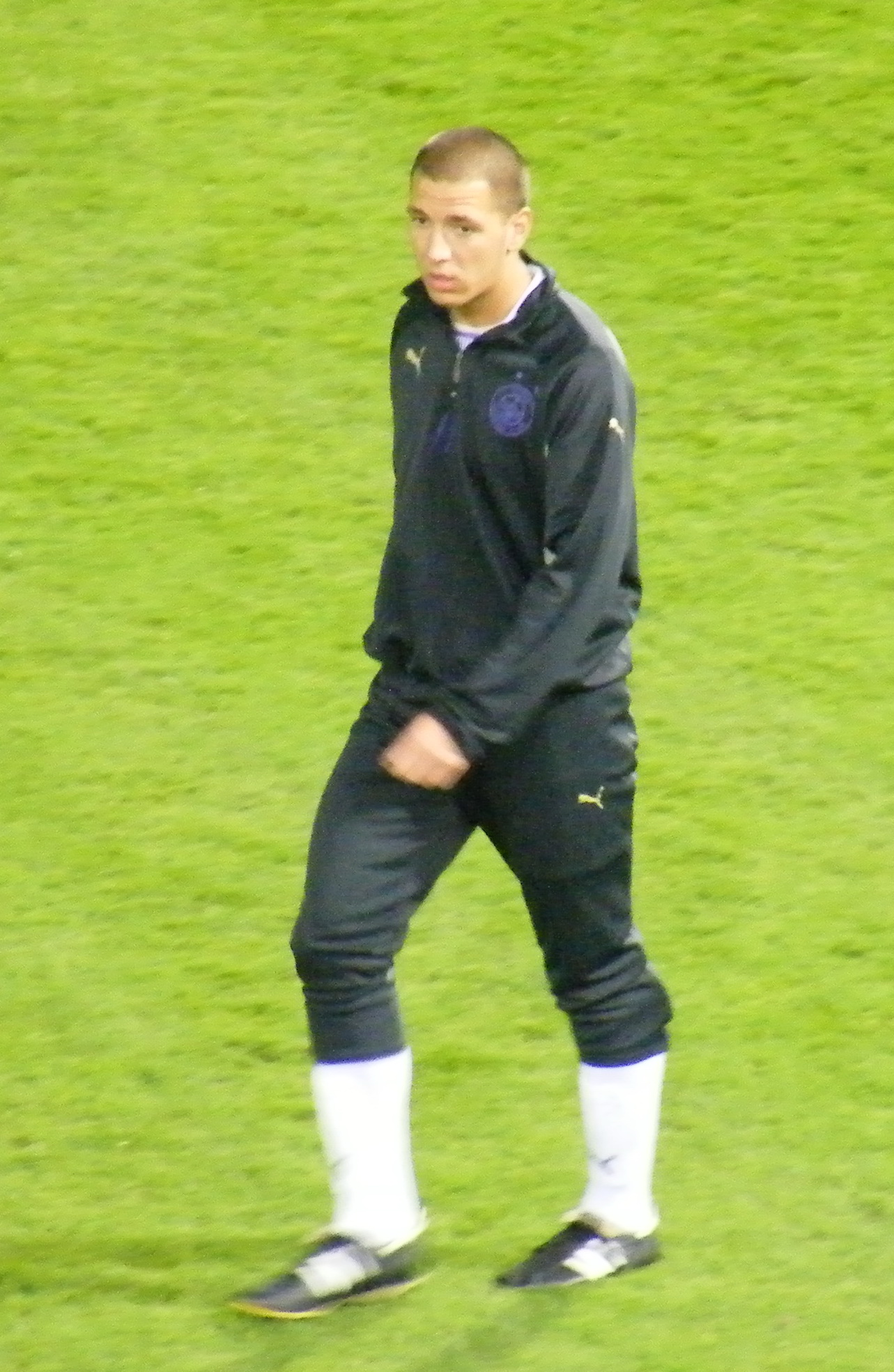
Széki Attila

## Csapatok
Jelmagyarázat
     – Győztes.

     – Második helyezett.

     – Harmadik helyezett.

     – Negyedik helyezett.

     – Az énekes kiesett az élő műsorok alatt.

     – Az énekes kiesett a párbajkörök alatt.

     – Az énekes kiesett a kiütések alatt.

### Első évad
| Csapat       | Top 48            | Top 48               | Top 48              | Top 48           | Top 48            | Top 48            |
| ------------ | ----------------- | -------------------- | ------------------- | ---------------- | ----------------- | ----------------- |
| Caramel      | Bokor Marianna    | Solt Klaudia         | Sudár Anita         | Burai Krisztián  | Harót Balázs      | Dr. Péter Barbara |
| Caramel      | Mohamed Fatima    | Karai Anna           | Nguyen Anh Quan     | Henderson Dávid  | Berkes Olivér     | Gájer Bálint      |
| Malek Andrea | Abodi-Nagy Blanka | Gyurki Beatrix       | Kőhegyi Dávid       | Szolnoki Dóra    | Veréb Tamás       | Olasz Csaba       |
| Malek Andrea | Schweitzer Dóra   | Bakonyi Zsolt        | Torzsa Gabriella    | Schrott Péter    | Schwartz Dávid    | Nádor Dávid       |
| Somló Tamás  | Balázs Olivér     | Perutek János        | Berkes Gabriella    | Papp Attila      | Zoboki Balázs     | Pleszkán Écska    |
| Somló Tamás  | Dózsa Erik        | Kriszta Réka Piroska | Czerovszky Henriett | Szécsi Saci      | Husnulinna Regina | Weisz Viktor      |
| Mező Mihály  | Fehér Adrienn     | Agárdi Szilvia       | Modor Miltiádész    | Ladányi Patrícia | Helmeczi Bianka   | Garda Zsuzsa      |
| Mező Mihály  | Gyöngyösi Tamás   | Pákai Petra          | Bűdi Szilárd        | Szécsi Böbe      | Veres Mónika      | Pál Dénes         |

### Második évad
| Csapat        | Top 56             | Top 56              | Top 56         | Top 56           | Top 56             | Top 56         | Top 56           |
| ------------- | ------------------ | ------------------- | -------------- | ---------------- | ------------------ | -------------- | ---------------- |
| Miklósa Erika | Lakatos Anita      | Teran Villarel Máté | Duró Nilla     | László Annamária | Bagi Zoltán        | Klajbán Arlett | Deffent Györgyi  |
| Miklósa Erika | Palócz Gergő       | Orgován Dorina      | Beck András    | Szabó Bence      | Homoki Gábor       | Kovács Aliz    | Szakács Erika    |
| Manuel        | Sztojvecs Noémi    | Toldi Sándor        | Máté Miriam    | Deák Rebeka      | Balogh Benjámin    | Jaber Gábor    | Sándor Aurél     |
| Manuel        | Nagy Gréta         | Szappanos Kata      | Lakner Roberta | Valensky Miriam  | Haga Jázmin        | Berki Artúr    | Kovács Harmat    |
| Trokán Nóra   | Ulyanna Donetskaya | Rónaszéki Sebestyén | Opera Trio     | Tamási Laura     | Doan Viktória      | Jolis Carmen   | Budai Krisztofer |
| Trokán Nóra   | Eszes Nina         | Horváth Ibolya      | Salva Megan    | Stepa Erika      | Kalocsa Lilla Anna | Fóris Szonja   | Galambos Péter   |
| Curtis        | Fehér Richárd      | Mata Krisztián      | Horváth Balázs | Nagy Nóra        | Szabó Roland       | Váradi Olasz   | Szekér Gergő     |
| Curtis        | Horváth Imre       | Rácz Gyula          | Fülöp Denisa   | Dani János       | Cinzia Conso       | Bakti Ádám     | Virág Timóteus   |

## Átlagnézettség
A +4-es adatok a teljes lakosságra, a 18–59-es adatok a célközönségre vonatkoznak.  
| Évad | Sugárzás                                             | Epizódok száma | Teljes lakosság (+4) | Teljes lakosság (+4) | Célközönség (18–59) | Célközönség (18–59) |
| Évad | Sugárzás                                             | Epizódok száma | AMR (fő)             | SHR (%)              | AMR (fő)            | SHR (%)             |
| ---- | ---------------------------------------------------- | -------------- | -------------------- | -------------------- | ------------------- | ------------------- |
| 1    | péntek                                               | 16             | 1 193 573            | 26,86                | 529 660             | 29,28               |
| 2    | szombat 19:30 / 20:00 / 20:30 (döntő) vasárnap 19:30 | 15             | 462 466              | 12,0                 | 262 941             | 12,83               |

- Forrás: Nézettségi adatok. BrandTrend.hu[halott link]

## Díjak
| Év   | Díj                       | Díj                           | Jelölt                                 | Eredmény | Link   |
| ---- | ------------------------- | ----------------------------- | -------------------------------------- | -------- | ------ |
| 2024 | Televíziós Újságírók Díja | Legjobb Nagyszabású showműsor | The Voice (Magyarország, második évad) | Jelölve  | [ 13 ] |
| 2024 | Televíziós Újságírók Díja | Legjobb Zsűritag              | Miklósa Erika                          | Elnyerte | [ 14 ] |